# 埃普内德
埃普内德（法語：Épenède，法語發音：[epnɛd]）是法国夏朗德省的一个市镇，属于孔福朗区。

## 地理
埃普内德（46°3'49"N, 0°32'14"E）面积15.62 平方千米，位于法国新阿基坦大区夏朗德省，该省份为法国西部内陆省份，北起德塞夫勒省和维埃纳省，东临上维埃纳省，东南至多尔多涅省，南至多爾多涅省，西接滨海夏朗德省。
与埃普内德接壤的市镇（或旧市镇、城区）包括：阿卢、耶斯、普勒维尔、普雷萨克。

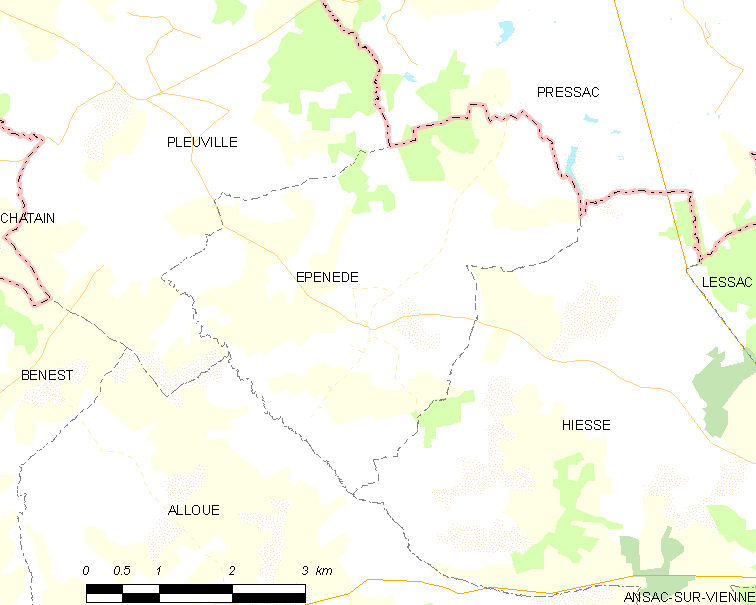
埃普内德的OSM定位图

埃普内德的时区为UTC+01:00、UTC+02:00（夏令时）。

## 行政
埃普内德的邮政编码为16490，INSEE市镇编码为16128。

## 政治
埃普内德所属的省级选区为夏朗德-维埃纳县。

## 人口

1962-2008年间埃普内德人口变化图示

埃普内德于2022年1月1日时的人口数量为191人。